# Powczyne
Powczyne (ukr. Повчине) – wieś na Ukrainie, w obwodzie żytomierskim, w rejonie nowogrodzkim, nad Tetiżą. W 2001 roku liczyła 608 mieszkańców.